# 1900 (Film)
1900 ist ein italienisches Filmdrama aus dem Jahr 1976. Der über fünf Stunden dauernde Monumentalfilm von Bernardo Bertolucci erzählt die Geschichte der ambivalenten Freundschaft eines Landarbeitersohnes und des am selben Tag geborenen Sohnes des Großgrundbesitzers vor dem Hintergrund der italienischen Geschichte der ersten Hälfte des 20. Jahrhunderts. Dabei wird insbesondere die Entwicklung zum und im italienischen Faschismus aus zwei unterschiedlichen Erlebensperspektiven geschildert.
Im Original heißt der Film Novecento (Italienisch wörtlich „neunhundert“, gemeint ist gemäß der gängigen italienischen Ausdrucksweise das 20. Jahrhundert). In Deutschland wurde der Film als Zweiteiler veröffentlicht, der auch unter den Alternativtiteln 1900 – 1. Teil: Gewalt, Macht, Leidenschaft und 1900 – 2. Teil: Kampf, Liebe, Hoffnung bekannt ist.

## Handlung

### Überblick
Erzählt wird das Leben zweier am selben Tag – dem 27. Januar 1901, Giuseppe Verdis Todestag – in der norditalienischen Region Emilia-Romagna geborener Knaben: Alfredo Berlinghieri, der Sohn eines reichen Gutsbesitzers, und Olmo Dalcò, der Sohn eines Landarbeiters. Bei der Geburt ist beider Lebensziel vorgegeben: Alfredo soll Jurist und Gutsherr werden, Olmo soll ihm wie schon sein Vater und Großvater dienen. Der Erste Weltkrieg, der erste Landarbeiterstreik Italiens sowie die Weltwirtschaftskrise führen aber bald zu großen Veränderungen. Olmo wird als Sozialist politisch aktiv, während Gutsbesitzer Alfredo ein Bohémien wird, der den Faschismus Mussolinis in Gestalt des Gutsverwalters Attila und dessen Geliebter Regina verachtet, sie aber gewähren lässt.
Zwischen beiden Männern agiert die enigmatische Ada, die schließlich Alfredo heiratet, aber mit den politischen Zielen Olmos sympathisiert. Ada und Olmo müssen fliehen, während die Faschisten auf dem Gutshof ein KZ-ähnliches Regime errichten. Nach der Befreiung 1945 rettet der zurückgekehrte Olmo Alfredo vor der Verurteilung durch das Landarbeitertribunal. Die Rivalität zwischen den beiden Antipoden geht trotzdem weiter.

### Erzählung
Die Geschichte spielt auf dem Gutshof der Berlinghieri in der Emilia. Sie setzt am Anfang des 20. Jahrhunderts ein. Der wegen seiner Sängerleidenschaft nach einer Figur aus einer Verdi-Oper „Rigoletto“ genannte Bucklige des Ortes läuft durch die Felder und ruft „Verdi ist tot!“, womit das Anfangsdatum der filmischen Erzählung etabliert ist: Giuseppe Verdi verstarb am 27. Januar 1901. Am selben Tag werden zwei Kinder geboren: Olmo, der uneheliche Sohn der Landarbeiterin Rosina Dalcò, und Alfredo, der Sohn des Gutsherrn Giuseppe Berlinghieri. Während Olmo zuerst zur Welt kommt, erwartet Giuseppes Vater, der alte Gutsherr Alfredo Berlinghieri, ungeduldig die Entbindung seines erhofften Stammhalters. Diese feiert er schließlich, indem er den Landarbeitern auf den Feldern Spumante bringt und sie auffordert, mit ihm zu trinken. Die Feierlaune ihres Gutsherrn wird von den Getreide erntenden Männern kühl aufgenommen.
Ihr Vorarbeiter ist Olmos Onkel Leo. Zwischen ihm und dem alten Alfredo gibt es eine gewisse menschliche Vertrautheit, obgleich sie – der eine Gutsherr, der andere Anführer der Landarbeiterschaft – miteinander streiten. Der alte Alfredo ist frustriert über seine Impotenz, er befiehlt einem Arbeitermädchen, ihn im Kuhstall – erfolglos – mit der Hand zu masturbieren und erhängt sich im Stall. Sein Sohn Giuseppe tritt als Gutsherr gegenüber seinen Beschäftigten autoritär auf. Der junge Alfredo und Olmo wachsen auf dem Gut in getrennten Kreisen auf, der eine lebt als verwöhnter zukünftiger Gutsherr in feiner Kleidung in der Villa, der andere treibt sich in den Ställen und auf den Feldern des Landguts herum, vaterlos, doch unter der Obhut seines Onkels Leo. Dennoch entsteht eine spannungsvolle Freundschaft zwischen Olmo und Alfredo, die aus Raufereien und gemeinsamen Abenteuern besteht, in denen der mutige Olmo Alfredo beeindruckt.
Alfredo macht die Mutprobe Olmos nach, zwischen den Gleisen liegend einen Zug über sich fahren zu lassen. Aber bei aller Kumpanei wie dem Vergleichen der Penisse bleibt stets die Gewissheit, dass Alfredo eines Tages Olmos Chef sein wird. Olmo zieht 1917 in den Ersten Weltkrieg und kehrt aus dem Kampf zurück, Alfredo hat relativ ungefährdet als Offizier gedient. Die Verhältnisse auf dem Landgut Berlinghieri sind mittlerweile unruhig: Giuseppe weist Lohnforderungen zurück und führt Landmaschinen ein, die von den Arbeiterinnen und Arbeitern als Bedrohung gesehen werden. Ein Streik während der Erntezeit demonstriert dem Gutsherrn, dass er im Frühstadium der landwirtschaftlichen Mechanisierung noch völlig von seinen Beschäftigten abhängig ist. Die Arbeiterschaft ist nun zunehmend politisiert durch die „Lega“, die Organisation der Arbeiterbewegung, für die Olmos Frau Anita als Lehrerin arbeitet. Rote Fahnen und Hammer-und-Sichel-Symbole zeigen die kommunistische Ausrichtung an. Giuseppe ruft die Polizei gegen die Streikenden. Doch die berittene Truppe bricht einen Angriff auf das Haus eines der Streikführers ab, als sich Frauen und Kinder in den Weg stellen. Die Gutsherren beschimpfen die Polizisten daher als Feiglinge. Sie versammeln sich, um auf eigene Faust – ohne den Staat – Abhilfe gegen die widerspenstigen Arbeiter zu schaffen. Giuseppes Vorarbeiter Attila bietet sich an, eine Gruppe von Leuten zusammenzustellen, die die Arbeiter unter Druck setzen soll. Die Gutsherren geben ihm dafür Geld. Wer nicht mitmacht, wird ausgegrenzt. Diese Szene ist die Schlüsselszene in Bertoluccis Darstellung der Heraufkunft des Faschismus: die Gutsherren kaufen sich die faschistischen Schläger, um den Sozialismus der Arbeiter zu bekämpfen.
Attila wird zum Anführer der Schwarzhemden.
Alfredo ist an den Geschäften und an Politik wenig interessiert und von seinem Vater angewidert. Er ist fasziniert von der Welt seines Onkels Ottavio, eines dandyhaften Ästheten, der von der ihm eingeräumten Geldzuweisung seines Bruders Giuseppe lebt. Giuseppe hatte das Testament des alten Alfredo zu seinen eigenen Gunsten gefälscht, um Ottavio von der Gutsverwaltung auszuschließen. Ottavio wohnt in einer Jugendstil-Villa, umgeben von Kunstwerken in einer Atmosphäre des Ästhetizismus und der Freigeistigkeit. Dort begegnet Alfredo der geheimnisvollen Ada. Alfredo wird mit dem Tod seines Vaters Gutsherr, am selben Tag verkündet er seine Absicht, Ada zu heiraten. Er lässt Attila und seine Schwarzhemden gewähren. Am Hochzeitstag von Alfredo und Ada lässt sich Regina, die sich gegenüber Ada zurückgesetzt fühlt, mit Attila ein. Attila vergewaltigt Patrizio, den Sohn eines Gutsbesitzers, zwingt ihn ihrem Geschlechtsverkehr beizuwohnen und erschlägt ihn anschließend in einer sadistischen Attacke. Ausgerechnet Patrizios Vater hatte den Aufbau der Schwarzhemden als Maßnahme gegen die Landarbeiter unterstützt. Damit wird klar, dass die alte Garde der Gutsbesitzer die Brutalität der von ihr gerufenen Faschisten nicht kontrollieren kann und dagegen letztlich machtlos ist. Als Patrizio ermordet aufgefunden wird, beschuldigt Attila Olmo des Mordes. Selbst als Olmo von den Schwarzhemden brutal zusammengeschlagen wird, greift Alfredo nicht ein. Er hat Ada und Olmo gemeinsam aus dem Wald kommen sehen und missbilligt die Nähe Olmos zu seiner Frau. Olmo wird nur dadurch gerettet, dass ein herumstreichender Obdachloser plötzlich auftaucht und ohne erkennbaren Grund erklärt, er habe den Jungen ermordet. Der Obdachlose wandert dafür ins Zuchthaus. Später wird angedeutet, dass er Attila bei der Ablage der Leiche beobachtet hat.
Ada entfremdet sich von Alfredo, verfällt dem Alkohol und sympathisiert mit Olmo und dessen Tochter. Daraufhin stellt Alfredo Olmo zur Rede, Olmo hält ihm dagegen seine Mitverantwortung für die Untaten der Schwarzhemden vor. Attila baut seine Macht als Gutsverwalter aus und steigt gesellschaftlich auf: Vor dem Weihnachtsgottesdienst ermordet er die Witwe Pioppi und eignet sich ihre Villa an. Er will Olmo als Pferdeknecht an einen anderen Gutsherrn verkaufen, woraufhin die Landarbeiterschaft Attila mit Pferdemist bewirft. Olmo flieht vom Gutshof; Attila rächt sich für die Demütigung, indem er mit seinen Schwarzhemden Olmos Wohnung verwüstet. Alfredo wird Zeuge, rafft sich schließlich aus seiner Passivität gegenüber den Schwarzhemden auf und entlässt Attila. Als er dies Ada mitteilen will, in der Hoffnung, ihren Respekt wiederzugewinnen, kommt er zu spät: sie ist abgereist, hat ihn verlassen und tritt im Film nicht wieder in Erscheinung. Die Machtverhältnisse zwischen Alfredo und Attila sind unklar: im Gutshof errichtet Attila ein eingezäuntes Gefängnis, in dem er Landarbeiterinnen und -arbeiter einpfercht, quält und erschießt.
Mit einem Regenbogen über einer Frühlingslandschaft wird der „Tag der Befreiung“ vom Faschismus filmisch groß inszeniert. Die Landarbeiter verjagen die Schwarzhemden. Attila und Regina werden gefangengesetzt und misshandelt, Attila wird erschossen. Olmo kehrt zurück und versammelt die Landarbeiterschaft um sich. In einer zentralen Szene, der einzigen, in der Olmo direkt in die Kamera, also zum Kinopublikum ebenso wie zu den Landarbeiterinnen und -arbeitern, spricht, wird der historische Zusammenhang noch einmal deutlich herausgestellt: Der Faschismus wurde von den Gutsherren ‚eingekauft‘, um die Landarbeiter zu unterdrücken. Ein den Partisanen nacheifernder halbwüchsiger Junge mit einem Gewehr entdeckt Alfredo im Stall; auf dem Hof wird dem Gutsherrn unter Leitung Olmos der Prozess gemacht. Die Vollstreckung des Todesurteils wird durch Olmo abgewendet, indem er sagt: „der Padrone ist tot“, die Figur des Gutsherrn sei also gestorben. Von außerhalb kommende Vertreter der neuen Regierung veranlassen die widerwilligen Landarbeiter zur Abgabe ihrer Waffen. Die Macht der Landarbeiter über den Gutshof wird damit beendet. Alfredo, soeben der Exekution entgangen, entgegnet Olmo: „der Padrone lebt“ und stellt damit klar, dass die gesellschaftlichen Verhältnisse 1945 nicht wirklich geändert werden. Die letzte Szene zeigt die gebrechlichen Greise Olmo und Alfredo, die sich auf einem Spaziergang balgen. Während Olmo zusieht, legt sich Alfredo in Erinnerung an die kindliche Eisenbahn-Mutprobe nun aber auf die Gleise statt zwischen sie. Der mit roten Fahnen geschmückte Zug rollt ungebremst durchs Bild, und man sieht Alfredo als Jungen wie damals zwischen den Gleisen liegen.

## Musik
Ennio Morricone verwandte für den Soundtrack einige bekannte Melodien aus Verdi-Opern. Eine von ihm selbst komponierte Kantate wurde zur Hymne der spanischen Sozialisten.

## Rezeption
„Erster Teil einer monumental angelegten Interpretation der italienischen Geschichte seit der Jahrhundertwende. In faszinierenden, oftmals lyrisch inspirierten Bildern beschreibt der Film aus klassenkämpferischer Sicht die Lebensgeschichten von zwei Freunden, die auf demselben Landgut aufwachsen, der eine als Sohn der Herrschaft, der andere als Kind von Landarbeitern. Etwas schematisch werden die Hauptfiguren zu Exponenten sozialer und politischer Konflikte gemacht, in denen die Rollen im voraus verteilt und die Sympathien eindeutig zugeordnet sind.“

„Der zweite Teil von Bertoluccis Geschichtsgemälde beschreibt die 30er Jahre und die aufkommende Barbarei der Faschisten, die Befreiungsfeiern im Jahr 1945 und die Neuformierung der Landarbeiter als politische Kraft. Die Dekadenz der Besitzenden und kraß ausgespielte Ruchlosigkeiten der Schwarzhemden beherrschen vordergründig die Schilderung, die nicht mehr ganz so ausgewogen und geschlossen komponiert ist wie im ersten Teil. Politisch relativiert Bertolucci seine Deutung der Entwicklung in einer ironischen Schlußwendung.“

## Auszeichnungen
Der Film 1900 erhielt 1977 den dänischen Bodil-Preis als bester europäischer Film.